# Søren Berg
Søren Berg Andersen (Odense, 15 maggio 1976) è un ex calciatore danese, di ruolo attaccante.

## Carriera

### Club
Berg cominciò la carriera con le maglie di Fjordager e Dalum, prima di essere messo sotto contratto dall'Odense. Fece parte della squadra che si aggiudicò la Coppa di Danimarca 2001-2002. Successivamente, passò ai norvegesi del Viking, formazione per cui esordì nella Tippeligaen in data 2 luglio 2006, quando fu schierato titolare nella sconfitta casalinga per 1-3 contro il Rosenborg. Il 29 ottobre successivo, realizzò il primo gol in campionato: fu una rete però inutile, perché il suo Viking fu sconfitto per 4-1 dal Rosenborg.
Terminata questa esperienza, tornò in Danimarca per giocare nelle file del Randers. Il primo incontro nella Superligaen, con questa casacca, lo disputò il 16 marzo 2008: fu schierato dall'inizio nella partita persa per 3-1 contro il Brøndby. Il 19 aprile arrivò il primo gol, contribuendo così al successo per 2-1 sul Copenaghen.
Successivamente, passò allo Aarhus. Giocò nel Vestsjælland fino al termine del campionato 2013-2014, ritirandosi poi dall'attività agonistica.

### Nazionale
Conta 2 presenze per la Danimarca. Debuttò il 2 aprile 2003, subentrando a Jon Dahl Tomasson nella sconfitta per 0-2 contro la Bosnia ed Erzegovina.

## Statistiche

### Cronologia presenze e reti in Nazionale
| Cronologia completa delle presenze e delle reti in nazionale ― Danimarca | Cronologia completa delle presenze e delle reti in nazionale ― Danimarca | Cronologia completa delle presenze e delle reti in nazionale ― Danimarca | Cronologia completa delle presenze e delle reti in nazionale ― Danimarca | Cronologia completa delle presenze e delle reti in nazionale ― Danimarca | Cronologia completa delle presenze e delle reti in nazionale ― Danimarca | Cronologia completa delle presenze e delle reti in nazionale ― Danimarca | Cronologia completa delle presenze e delle reti in nazionale ― Danimarca |
| Data                                                                     | Città                                                                    | In casa                                                                  | Risultato                                                                | Ospiti                                                                   | Competizione                                                             | Reti                                                                     | Note                                                                     |
| ------------------------------------------------------------------------ | ------------------------------------------------------------------------ | ------------------------------------------------------------------------ | ------------------------------------------------------------------------ | ------------------------------------------------------------------------ | ------------------------------------------------------------------------ | ------------------------------------------------------------------------ | ------------------------------------------------------------------------ |
| 2-4-2003                                                                 | Copenaghen                                                               | Danimarca                                                                | 0 – 2                                                                    | Bosnia ed Erzegovina                                                     | Qual. Euro 2004                                                          | -                                                                        | 85’                                                                      |
| 26-1-2006                                                                | Singapore                                                                | Singapore                                                                | 1 – 2                                                                    | Danimarca                                                                | Amichevole                                                               | -                                                                        | 70’                                                                      |
| 29-1-2006                                                                | Hong Kong                                                                | Hong Kong                                                                | 0 – 3                                                                    | Danimarca                                                                | Coppa Carlsberg 2006                                                     | 1                                                                        | 63’                                                                      |
| 29-1-2006                                                                | Hong Kong                                                                | Corea del Sud                                                            | 1 – 3                                                                    | Danimarca                                                                | Coppa Carlsberg 2006                                                     | -                                                                        | 46’                                                                      |
| 1-3-2006                                                                 | Ramat Gan                                                                | Israele                                                                  | 0 – 2                                                                    | Danimarca                                                                | Amichevole                                                               | -                                                                        | 87’                                                                      |
| Totale                                                                   |                                                                          | Presenze                                                                 | 5                                                                        |                                                                          | Reti                                                                     | 1                                                                        |                                                                          |